# Наташа Клаусс
Наташа Клаусс (ісп. Natasha Alejandra Rastapkavicius Arrondo) — колумбійська акторка литовського походження.

## Біографія
Наташа Клаусс (справжнє ім'я Наташа Олександра Растапкавічус Аррондо) народилася 25 червня 1975 року у Калі (Колумбія). Але провела дитинство в Барранкільє. Її мати — уругвайка, батько — литовець. Має брата Пітера Клаусса, який працює моделлю.
У дитинстві мріяла стати балериною і брала уроки хореографії. Але травма ноги поклала край цим планам. У 16 років вирушила до Боготи, щоб вивчати акторську майстерність, але скоро повернулася до батьків. Вивчала дикторська майстерність. Через 2 роки вона знову вирушає в столицю вивчати соціологію. Але акторство знову поманило її, і Наташа вступила в акторську школу. Довгий час її сприймали як сестру Пітера Клаусса і ще одне красиве личко на екрані. Але Наташа доклала багато зусиль, щоб довести свою спроможність як акторки. Серіали з її участю вийшли на міжнародний рівень і були показані в багатьох країнах (в тому числі і в Україні). Всі її ролі різнопланові: норовлива Саріта Елізондо в «Таємній пристрасті», лиходійка Ізабелла Монтілья у «Штормі», добра Лусміла в серіалі «Моє друге я» тощо.
Однією з найкращих ролей Наташі стала роль Саріти Елізондо в серіалі «Таємна пристрасть». Її партнерами були Данна Гарсія, Паола Рей. Романтичну історію в серіалі «Таємна пристрасть» Наташа зіграла з аргентинським актором Мішелем Брауном. Їх дует був дуже популярним, і Наташа була удостоєна кількох премій за роль Саріти Елізондо.

## Родина
Була одружена 2 рази: до 2001 року за Віктором Гомесом (від якого має доньку Ізабеллу) і з 2003 року за фотографом Марсело Греко. 23 квітня 2009 року народила другу дитину — доньку Палому.

## Серіали
- «Красива жінка» (Senora Bonita)(1996)
- «Одружені»(Cazados) (1996) — Лаура
- «Полонені любові» (Prisioneros del Amor) (1997)
- «Заборонене серце» (Corazon prohibido) (1998)
- «Півнячі бої» (Caronera, La)(2000) — Ампарито
- (Entre amores) (2001) — Грасіела
- «Ранкова Марія» (Maria Madrugada) (2002) — Аїда
- «Помста» (La Venganza) (2002) — Сандра Гусман
- «Таємна пристрасть» (Pasion De Gavilanes) (2003)— Сара Елізондо
- «Моє друге я» (Жінка в дзеркалі)(Mujer en el Espejo) (2004) — Лусмила
- «Шторм» (La Tormenta) (2005) — Ізабелла Монтілья
- «Зорро: меч і роза» (Zorro: la Estrada y la Rosa) (2007)
- «Жінки — вбивці» (Decisiones) (2005—2007)
- «Наречена для двох» (Novia Para Dos) (2008) — Танія
- «Спадкоємці дель Монте» (Los herederos del Monte) (2010) — Берта
- Confidencial (2010) — Анхела
- Corazón de fuego (2011—2012) — Алехандра Віванко / Люсія Васкес
- Mentiras perfectas (2013—2014) — Аліса Рівера
- Anónima (2015—2016) — Адріана Венегас
- La esclava blanca (2016) — Ана де Гранадос
- Sobreviviendo a Escobar, alias JJ (2017) — Ана Марія Солозабаль
- Hermanos y hermanas (2017—2018) — Сара Сото Матіз
- La ley del corazón (2018—2019) — Суддя
- El Barón (2019) — Карла Санчес
- El Bronx (2019) — Сара Нор'єга
- Bolívar (2019) — Емма
- La casa de colores (2019) — Анхела
- Decisiones: Unos ganan, otro pierden (2020) — Марта Бенітез
- Operación pacífico (2020) — Суддя Амалія
- Así es la vuelta (2021) — Адела
- Influencer (2021) — Вероніка Аранго
- Primate (2022) — Хуліана

## Премії
- Премія TVyNOVELAS (2006) за найкращу злодійку в серіалі «Шторм».
- Премія DOS DE ORO (2004) за роль «Саріти Елісондо» в серіалі «Таємна пристрасть»